# Karl Zeumer
Karl Zeumer, född 31 juli 1849 i Hannover, död 18 april 1914 i Heidelberg, var en tysk rättshistoriker.
Zeumer var lärjunge till Georg Waitz, blev 1877 filosofie doktor i Göttingen och 1886 juris hedersdoktor vid Heidelbergs universitet samt 1890 e.o. professor där. Från 1897 var han medlem av kommissionen för utgivning av "Monumenta Germaniæ historica". I denna publikation utgav han flera delar. Han började 1905 utge skriftserien "Quellen und Studien zur Verfassungsgeschichte des Deutschen Reiches im Mittelalter und Neuzeit", i vilken han själv skrev Die goldene Bulle Kaiser Karls IV (1908) och Heiliges römisches Reich deutscher Nation (1910).